# 코로나19 봉쇄
코로나19 범유행으로 인해, 통행금지령, 방역 및 유사한 조치들(외출 제한 명령, 방역선, 봉쇄)이 전 세계 수많은 국가와 영토에서 시행되었다. 이러한 것들은 코로나바이러스감염증-19를 유발하는 중증급성호흡기증후군 SARS-CoV-2의 추가 확산을 방지하기 위해 만들어졌다. 2020년 4월까지 전 세계 인구의 절반 가량이 봉쇄에 놓였고, 90개 이상의 국가나 지역에서 39억명 이상의 사람들이 그들 정부에 의해 집에 머무르도록 권유받거나 명령받았다.
- 아일랜드의 코로나19 범유행
- 코로나19 범유행에 대한 중국 대륙의 봉쇄 조치
- 코로나19 범유행에 대한 나라별 대응
- 뉴 노멀
- 코로나19 범유행의 경과

## 같이 보기
- 코로나19 범유행에 대한 중국 대륙의 봉쇄 조치
- 코로나19 범유행에 대한 나라별 대응
- 코로나19 범유행의 경과